# Квадробери
Квадробери (англ. quadrobists) — люди, переважно підлітки, які імітують дії та звички тварин. У різних виданнях це сприймають як субкультуру та/або особливий неофіційний вид спорту.

## Походження назви
Термін англ. quadrobists походить від поєднання лат. quattuor — «чотири» і англ. aerobics — «аеробіка». Загальновживаною є назва квадробери. Засобами масової інформації в рівному співвідношенні один до одного також використовуються терміни квадробіка і квадробінг для позначення самого явища, в англомовній науковій літературі використовується англ. quadrupedal movement training (QMT), а пресі — англ. quadrobics.

## Історія виникнення
Засновником субкультури вважається японець Кенічі Іто. Дитиною з нього глузували та вважали схожим на мавпу. Коли Іто виріс, то почав вивчати особливості поведінки мавп, та швидко бігати навкарачки. Японець постійно покращував свій результат в стометрівці навкарачки: від 18,58 сек у 2008 році до 15,71 сек 2015 року. Його техніка бігу привернула увагу американських фітнес-тренерів, що започаткували тренування «в стилі тварин», які поєднували йогу, пілатес, стретчинг тощо. Цей тип фізичних вправ отримав назву «квадробіка», від лат. quattuor («чотири») та англ. aerobics («аеробіка»).
У 2020-ті роки з'явилася субкультура «квадроберів», переважно підлітків та дітей, які не змагаються у фізичних вправах на швидкість, але використовують тематичний реквізит, такий як маски, рукавички у формі лапок, штучні хвости, та імітують зовнішність та спосіб пересування тварин.

## Ідентичні напрямки
Окрім квадроберів, існують інші схожі субкультури. Так, фурі імітують зовнішність героїв мультфільмів, звірят, що схожі на людей. Своєю чергою, теріантропи — це люди, які вважають, що мають душу тварини. Квадроберів також порівнюють із хобіхорсерами, учасниками спортивного руху, що відтворюють кінні перегони за допомогою саморобних коней-паличок.

## В Україні
Даний напрямок стає популярним в багатьох регіонах. Але іноді трапляються негативні інциденти, коли квадробери під час гри збивають інших людей. Також почали фіксувати поодинокі випадки нападів квадроберів на місцевих мешканців.